# SWAP70
SWAP70‏ (Switching B cell complex subunit SWAP70) هوَ بروتين يُشَفر بواسطة جين SWAP70 في الإنسان.